# Барський замок
Барський замок або фортеця — замок на лівому березі річки Рів на території міста Бар Вінницької області.

## Заснування Ровського замку
В період з 1345 до 1351 року, сини князя Коріята Михайла Гедиміновича (1305/1308-1365), русько-литовські князі Коріатовичі прийшли на Поділля.
Ольгерд, великий князь литовський, дав Поділля в феодальне володіння племінникам — князям Юрію, Олександру, Костянтину і Федору Коріатам, після чого засновано Подільське князівство. Син і наступник Ольгерда, Владислав II Ягайло в 1386 р. підтвердив цей привілей. Коріатовичі близько 1380 р. збудували замок з подвійними дерев'яними стінами з вежами.
У 1430 році, після смерті останнього представника сім'ї Коріатовичів, Ров перейшов до Королівства Польського.
До нашого часу збереглись документи за підписом Альберта Ровського, датовані 1401 роком.
Колейними старостами були Альберт (1401), Ян Кміцович (Jan Kmicowicz) (1425—1435) і з 1440 року із надання короля Владислава Варненчика, Стогнев Рей (Stogniew Rej) із Шумська.
У 15 столітті відбувались постійні набіги татар. Вони проходили в роки 1399, 1415, 1427, 1433, 1438, 1442, 1448, 1451. У 1431 році орда Едигея після невдалої облоги замку обмежилася спустошенням Вінниці. Едигей, Ідігу, Ідіку (1352—1419) вважається засновником Ногайської орди. Едигей в 1419—1420 р був убитий в зіткненні з іншими ординцями поблизу міста Сарайчика, столиці Ногайської Орди, але його орда продовжувала тероризувати сусідні народи.
У хроніці Марцін Бєльський описав мародерства орди 1452 р., протягом якого татари захопили і зруйнували замок в Рові, захопили в полон жителів й старосту Стогнева Рея з сім'єю.
Після чергових навал татар на Поділля (1453, 1 457, 1469, 1474, 1478, 1489 1490, 1494, 1498) замок постійно відновлювали. Казимир Ягелончик дозволив старості Андрію Одровонжу (1456), викупити Ров з його околицями від спадкоємців Рея.
Король Сигізмунд І дав (1532 р) привілей Рову і Сатанову, з усіма належними до них місцевими жителями, звільнення на 8 років від податків та інших зборів у зв'язку з спустошенням від татар.
1533 р. прибула до Ровського замку королева Бона Сфорца із сином Сигізмундом Августом. Викупила землі Рова і околиць, наказала будувати нову фортецю і назвала місто «Бар», на честь Барі — свого княжого володіння в Італії, в якому вона народилася. Новий замок було зведено 1538 р. на новому місці. Землі навколо замку було об'єднано у Барське староство. На місці старого замку виникло поселення Горний Бар або Чемериси.
Перший староста Барський Войцех (Альберт) Стажеховський вважав, що місце на правому березі, незважаючи на високе розташування, погано захищене. Нове місце було на протилежному боці річки, відділене від Кучманського шляху низиною, захищеність було покращено греблею на річці, що утворила став, який облягав місто з трьох боків. Спочатку замок був здебільшого дерев'яний. Стіни й будинки були збудовані з дубових зрубів. Деревини в цій місцевості було вдосталь. Стіни були подвійні, між ними засипалася земля.
Замок мав 5 дерев'яних двоповерхових башт, головна башта містила браму, над нею каплиця, на самому верху дзвін. На башті була мідна табличка з надписом на латині про те, як дбає та піклується Бона Сфорца про Бар та його замок. Інша башта теж містила браму, але меншу, вона пов'язувала замок з містом. Перед в'їздом був бастіон з дубових брусів з двома баштами. «Ключем до Східного Поділля» називали фортецю сучасники.

## Кам'яний замок

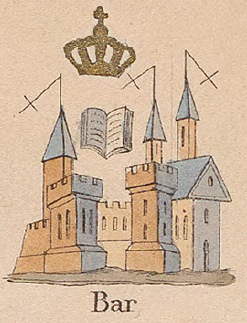
Бар на мапі Зигмунда Герстмана

У XVII сторіччі замок був уже повністю мурований. В плані квадратний, на рогах його були бастіони чи башти, які задалеко відступали від периметру мурів і висовувалися по діагоналі. Але мало що збереглося вже на початок 20 ст.
Дослідник подільської землі Сіцінський Юхим Йосипович пише: «На місці ставу сіножаті та городи. На краю міста руїни замку, рештки мурів, що оточували замок. Заввишки мури 6-7 м, на висоті 5-6 м йде гзимс, а над ним бійниці. Башт до нашого часу не збереглося».
Новий кам'яний замок було збудовано під керівництвом Мартіна Гербурта, який був старостою барським 1553-1570 рр., з метою укріплення південних рубежів Речі Посполитої, перекриття виходу до Чорного моря.
У 1636 р. у Бар переніс свою резиденцію гетьман великий коронний Станіслав Конецпольський. Кам'яна фортеця будувалась у 1630—1647 рр. за проектом французького інженера Ґійома Левассера де Боплана. За його планами створено чотирикутну фортецю з чотирма бастіонами, 6 м у висоту. Замок Бар став третьою за величиною (після Камянця і Меджибожа) фортецею Речі Посполитої, й разом із Бердичевим Бар називали «брама польської України». Сьогодні на місці фортеці є парк, оформлений на початку ХХ століття.

У 1656 році турецький мандрівник Евлія Челебі фіксує в своєму щоденнику: 
|  | Кам'яний Бар - справді могутня фортеця. Вона набагато краща за інші польські фортеці, має арсенал і гармати |

.

У 1671 році Ульріх фон Вердум писав в нотатках: 
|  | На півночі міста височиться замок, оточений грубими мурами, з чотирма мурованими баштами, між ними веде брама до міста." |

В 1640-і роки йшло будівництво в Барі арсеналу інженером-архітектором Кшиштофом Арцишевським і Павлом Ґродзицьким. На озброєнні у всій державі в 1640 р. було 325 гармат, з них Барська фортеця мала 4 колюбрини (гармата калібром 21 см), 2 бастардові колюбрини (10 см), 8 польових діл [недоступне посилання з серпня 2019]
Під час повстання 1648 р. Максим Кривоніс з військом рушив від Константинова на південь і, проминувши Межибож, 25 липня взяв приступом Бар — місто, яке було укріплене не гірше за Полонне, і до того ж займало важливе стратегічне положення. У Барі повстанці також захопили велику кількість зброї та інших військових припасів.
Падіння Полонного і Бара зробило у польському суспільстві сенсацію не меншу, ніж жовтоводська та корсунська поразки коронних військ. Значна частина Волині і все Поділля перейшло під контроль Кривоноса.
29 лютого 1768 в Барі була проголошена Барська конфедерація. Проти конфедератів було послано російські війська під командою генерала Петра Кречетнікова, яких підтримувала вірна Станіславу Августу Понятовському коронна армія під командуванням Франциска Ксаверія Браницького. 9 червня 1768 із боями місто було взяте, за іншими даними облога Бару (або оборона Бару) — почалась 19 червня 1768 р. 30 червня 1768 замок був взятий штурмом під командою Апраксіна. Після цього Барський замок був значно поруйнований і з тих пір став занепадати.

## Сучасний стан
У фортеці захоронили учасників громадянської війни 1918-1920 рр.
У березні 1944 року на території фортеці було захоронено в братських могилах 477 радянських воїнів, які полягли під час визволення Барського району, а після закінчення війни ще 53 воїна, також партизанів тіла яких знаходились в різних місцях району. День визволення міста святкують 25 березня. 1973 р. На території фортеці встановлено пам'ятний знак — скульптуру воїна висотою 3,5 метра. [Архівовано 27 липня 2014 у Wayback Machine.]

## Галерея

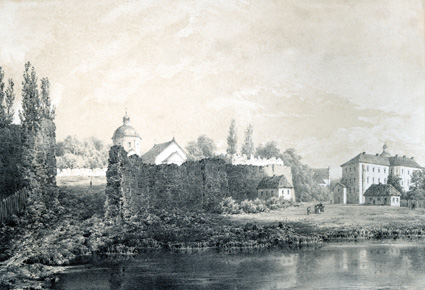
Бар. Вигляд фортеці з боку річки Рів. Автор Наполеон Орда
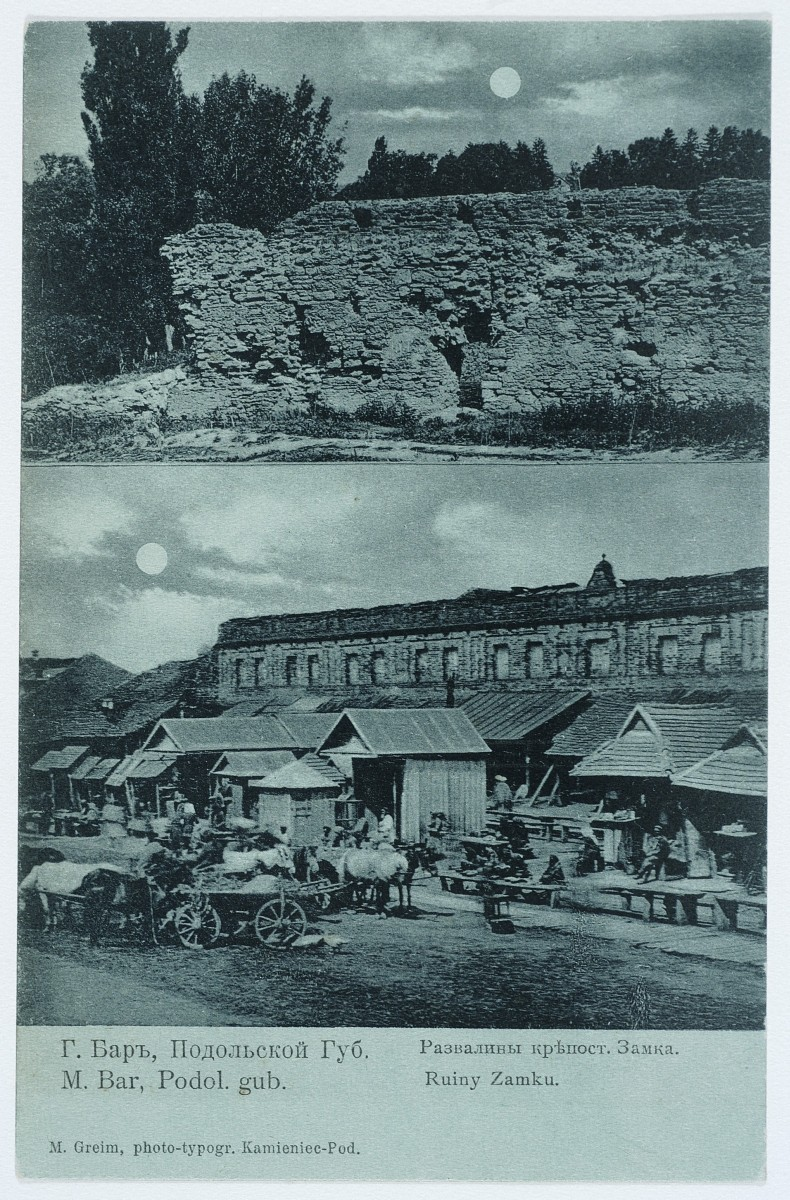
Замок 1908.М. Грейм
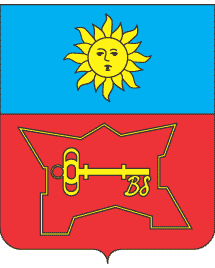
Герб сучасний із контурами замку
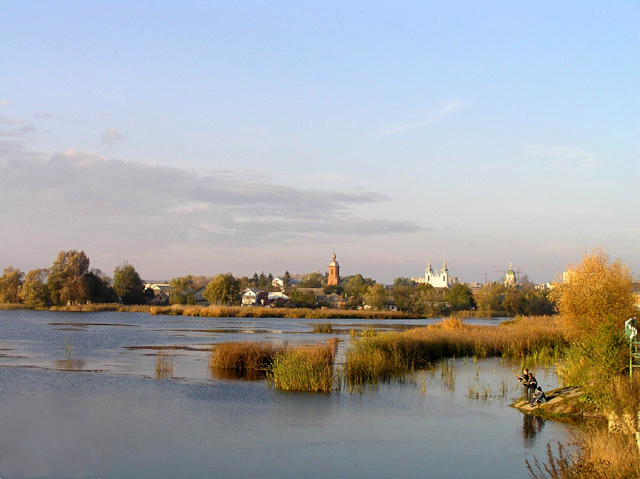
Вигляд міста Бар із греблі
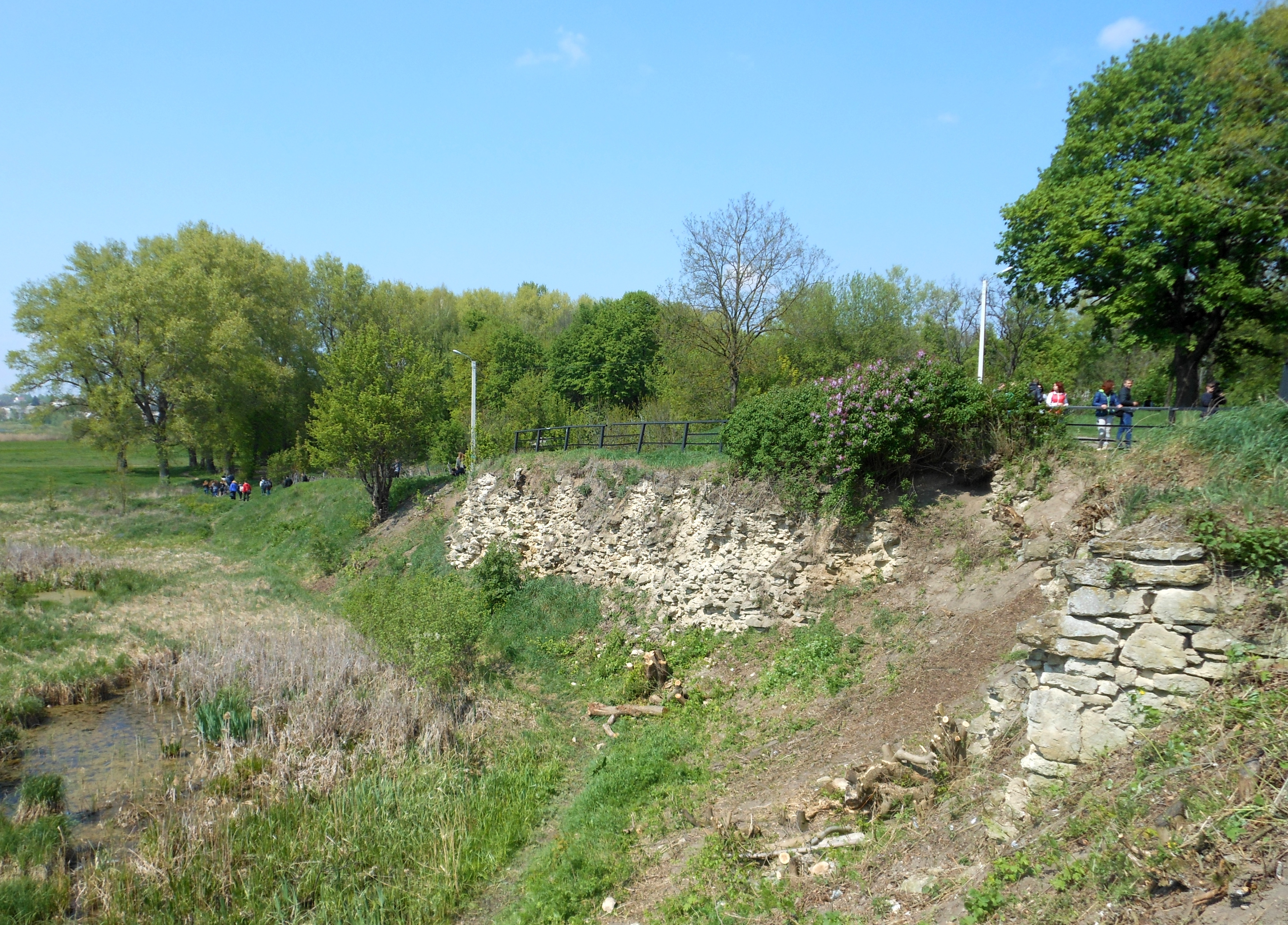
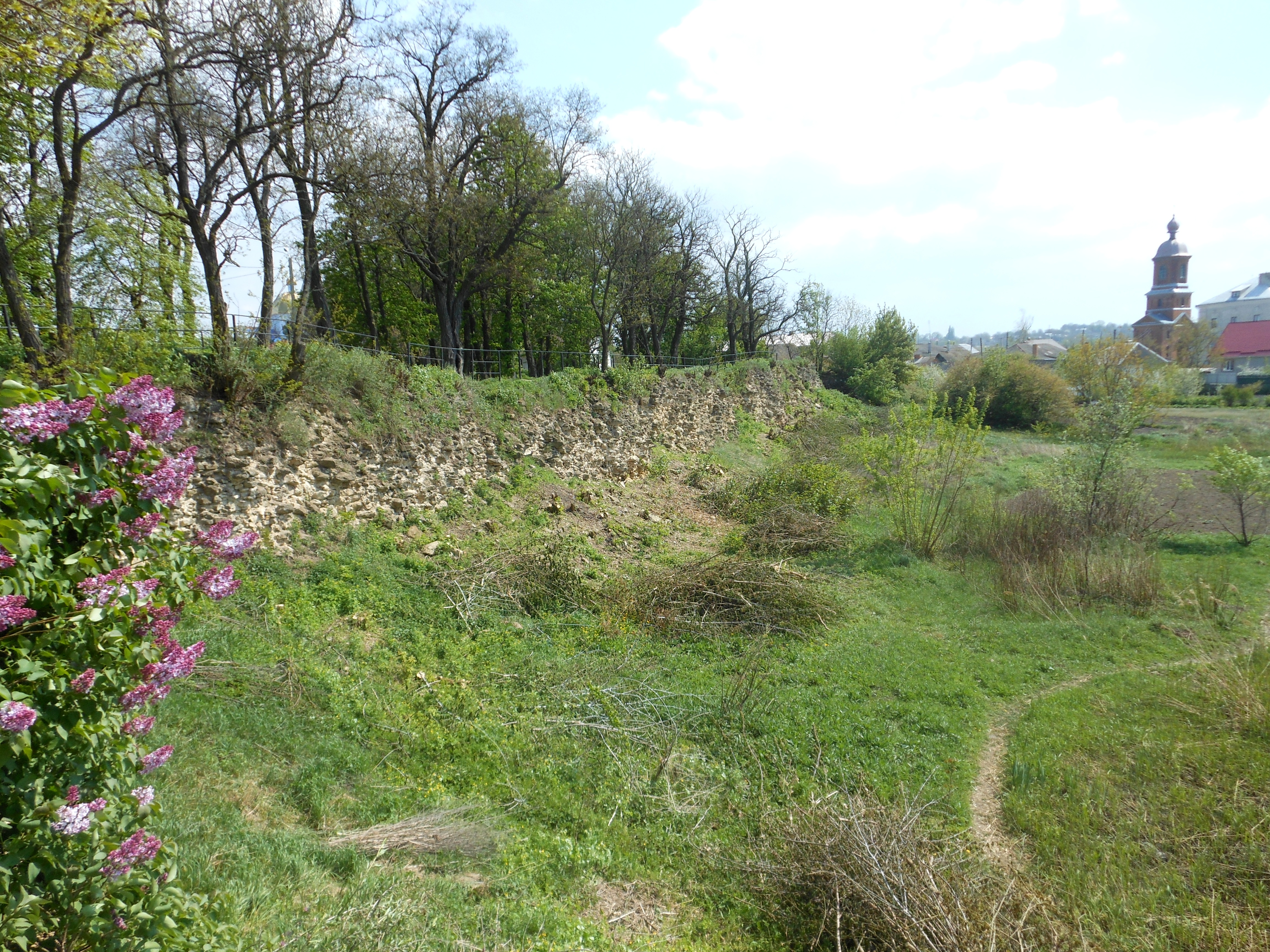
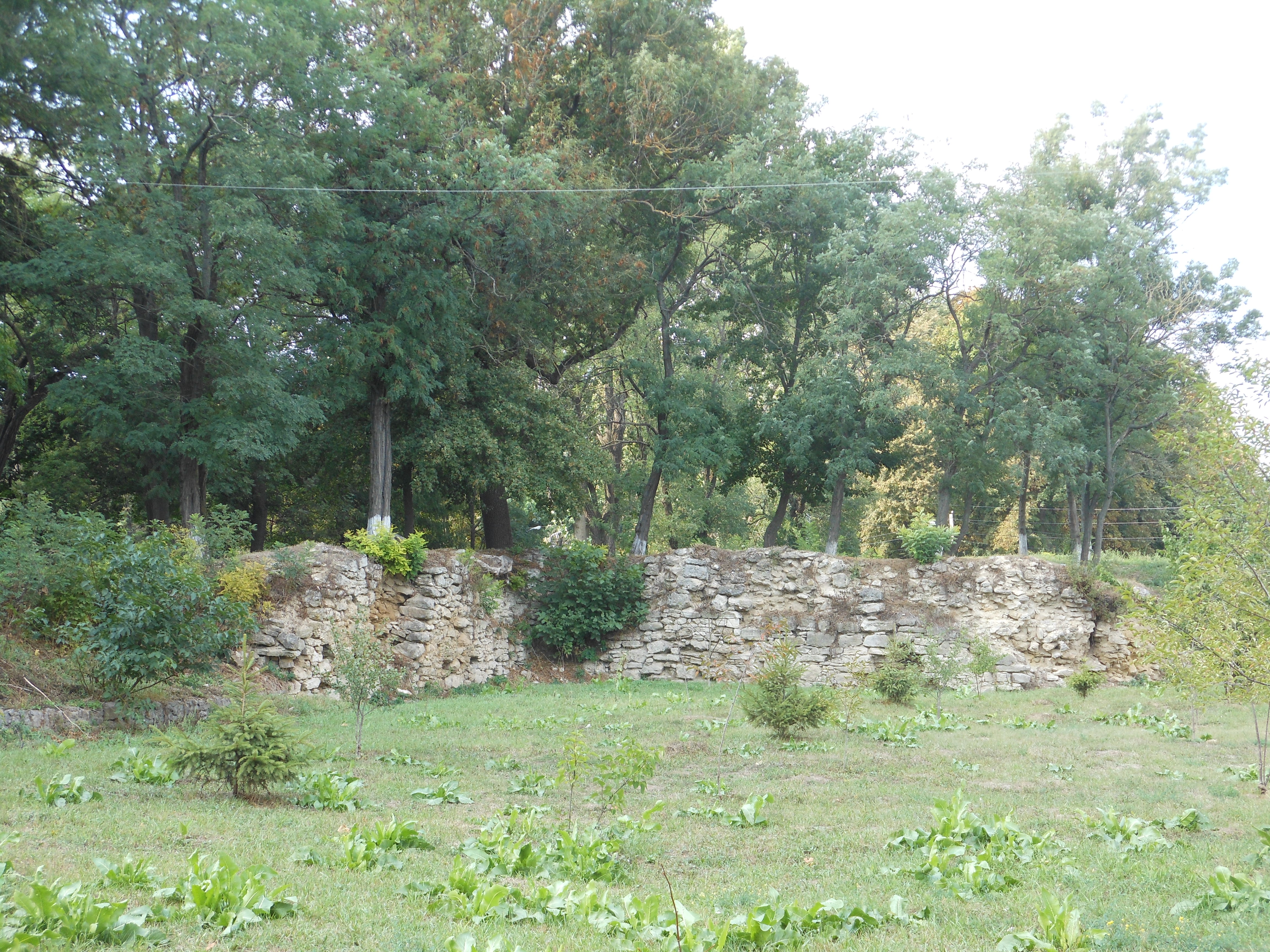
Рештки мурів фортеці у м.Бар

В 2007 р. розпочато археологічні дослідження фортеці під керівництвом ст. наук. співробітника Інституту археології НАН України Лариси Виногродської.